# 唐克轩
唐克轩（1963年12月26日—），上海交通大学农业与生物学院教授，研究方向为植物代谢调控与代谢工程等。发表论文数百篇，授权中国国家发明专利数10项，参与编辑《植物生物技术》、《中草药生物技术》、《细胞工程》等书，担任多个期刊编委、中国植物生理学会常务理事等职。参与“863”等多个国家重点项目，中国教育部第六批“长江学者”特聘教授，国家政府特殊津贴获得者。

## 生平
1985年获得四川大学生物系遗传专业学士学位，1988年获得北京农业大学作物遗传育种专业硕士学位，1996年获得諾丁漢大學生命科学系植物生物技术专业博士学位。
1996至2003年就职于复旦大学遗传工程国家重点实验室，2003年起在上海交通大学工作，曾任上海交通大学农业与生物学院院长等职。

## 学术兼职
担任《Plant Cell, Tissue and Organ Culture》、《Biotechnology and Applied Biochemistry》等刊物副主编。
担任《Molecular Plant》、《Frontiers in Plant Science》、《BioMed Research International》、《Frontiers of Agricultural Science and Engineering》、《农业生物技术学报》、《植物学报》、《应用与环境生物学报》、《中国生物工程杂志》等刊物编委。